# Cosmetische chirurgie in Zuid-Korea

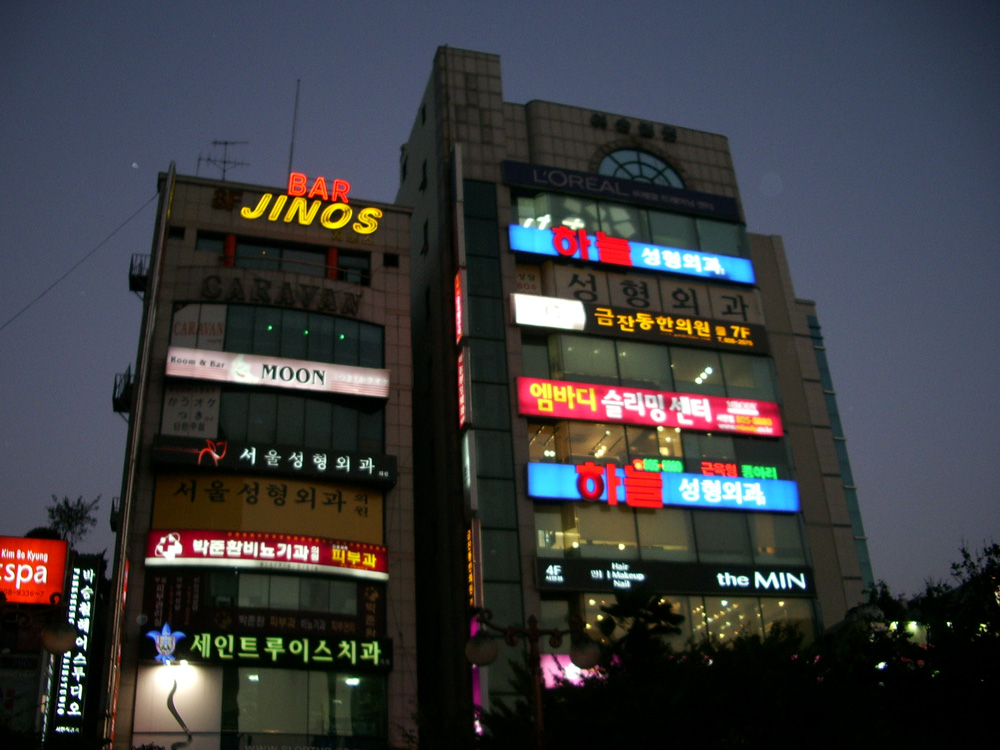
Een gebouw in Busan, waar verschillende klinieken voor cosmetische chirurgie zijn gevestigd.

Cosmetische chirurgie, ook wel esthetische chirurgie genoemd, is een operatieve ingreep waarbij men streeft het fysieke uiterlijk van een individu naar het esthetische oogpunt te vormen. Hoewel deze vorm van chirurgie nauw verbonden is met plastische chirurgie is het niet identiek. Cosmetische chirurgie richt zich specifiek op het verbeteren van het uiterlijk in plaats van de medische gesteldheid van de patiënt. Een voorbeeld van een esthetische ingreep is het verminderen of voorkomen van veroudering van het gezicht. Er is veel controversie binnen de Koreaanse gemeenschap over de beweegredenen om plastische chirurgie te ondergaan. Holliday en Elfving-Hwang opperen dat de druk om succesvol te zijn binnen het huwelijk en de carrière, diep geworteld is in iemands vermogen om zijn lichaam te kunnen beheersen door middel van uiterlijk en schoonheid. Door onder anderen bedrijven die helpen met huwelijksmatchmaking en de benodigdheid van een foto op het cv voelt de Koreaanse samenleving veel druk om plastische chirurgie te ondergaan om het schoonheidsideaal te bereiken. Uit gegevens van het ISEPS blijkt dat Zuid-Korea per 2021 naar schatting het hoogste aantal plastische ingrepen heeft per hoofd van de bevolking ter wereld.  

## Geschiedenis
Het begin van moderne belangstelling voor het uiterlijk in de Koreaanse samenleving stamt al uit de 7e eeuw en vindt zijn oorsprong in de fysionomie (gwansang). Tijdens de Japanse bezetting van Korea werd de associatie van identiteit met uiterlijk sterker in Korea. Dit kwam doordat de Japanse heersers geloofden dat bepaalde gelaatstrekken representatief waren voor wijsheid en adel. Later, in de tijd van de Koreaanse oorlog, introduceerde Amerikaanse artsen plastische chirurgietechnieken in Korea. Hierbij kwam ook de westerse opvatting kijken dat het veranderen van iemands gezicht iemands lot zou veranderen.
Als gevolg van de grote impact van die de Aziatische financiële crisis in 1997 had, voerde Zuid-Korea hervormingen door die een geprivatiseerde vrije markt introduceerden. Als gevolg hiervan verdwenen er veel van de arbeidswetten waardoor het gemakkelijker voor bedrijven werd om hun werknemers te ontslaan. Door de wanhoop die de werkloosheidscrisis veroorzaakte, probeerden de Koreaanse burgers alles wat ze konden doen, inclusief cosmetische chirurgie om een voorsprong te krijgen op concurrenten voor een baan. Aangezien veel bedrijven tot de dag van vandaag tijdens de sollicitatieprocedure vragen om een foto, de lengte en de familieachtergrond van de sollicitant voelen mensen nog steeds dezelfde druk om de beste te zijn.

## Statistische gegevens
Plastische chirurgie is door de jaren heen steeds meer geaccepteerd geworden in Korea. In 1994 was niet meer dan 38% van de bevolking het eens met de stelling “Een vrouw kan plastische chirurgie ondergaan vóór het huwelijk”. Daarentegen steeg het gemiddelde in 2015 naar een meerderheid van 66%. Uit dezelfde enquête bleek dat het percentage vrouwen dat een plastische ingreep had ondergaan van 5% in 1994 naar 31% in 2015 was gestegen. Daarnaast bleek uit de data dat vrouwen vergeleken met mannen consistent hoger scoren en een positievere houding hebben tegenover deze ingrepen. In 2020 kwam uit een Statista-enquête waar 1500 mensen aan hadden deelgenomen naar voren dat plastische chirurgie zeer populair is onder jonge vrouwen in Zuid-Korea. Zo beantwoordde bijna 25% van de vrouwen tussen de leeftijd van 19 tot en met 29 jaar een plastische ingreep te zijn ondergaan, terwijl dat voor de mannen in dezelfde leeftijdscategorie slechts 2% was. Deze percentages stijgen in de leeftijdscategorie van 30 tot en met 39 jaar naar 31% voor de vrouwen en 4% voor de mannen.
Vaak wordt er naar Zuid-Korea verwezen als de “plastische chirurgie hoofdstad van de wereld”. Er is geen stigma rondom het onderwerp van cosmetische chirurgie en het wordt vaak zelfs als afstudeercadeau gegeven. Met een aandeel van 25% op de wereldmarkt is Zuid-Korea een duidelijke leider. Uit cijfers blijkt dat een op de vijf Koreaanse vrouwen een vorm van plastische chirurgie heeft ondergaan. Daarin tegenstelling is dat cijfer een op de twintig vrouwen in de Verenigde Staten. In 2018 bezochten in totaal 464.452 patiënten Zuid-Korea voor cosmetische chirurgie. Dit was een stijging van 16,7% vergleken met 2017.

## De markt
De cosmetische chirurgie markt in Zuid-Korea heeft twee type aanbieders. Dit zijn ziekenhuizen en spa's of klinieken die gespecialiseerd is in esthetische ingrepen. In 2021 werd de waarde van deze markt op 1,95 miljard US-dollar geschat.

### Verschillende soorten ingrepen

#### Blepharoplastie

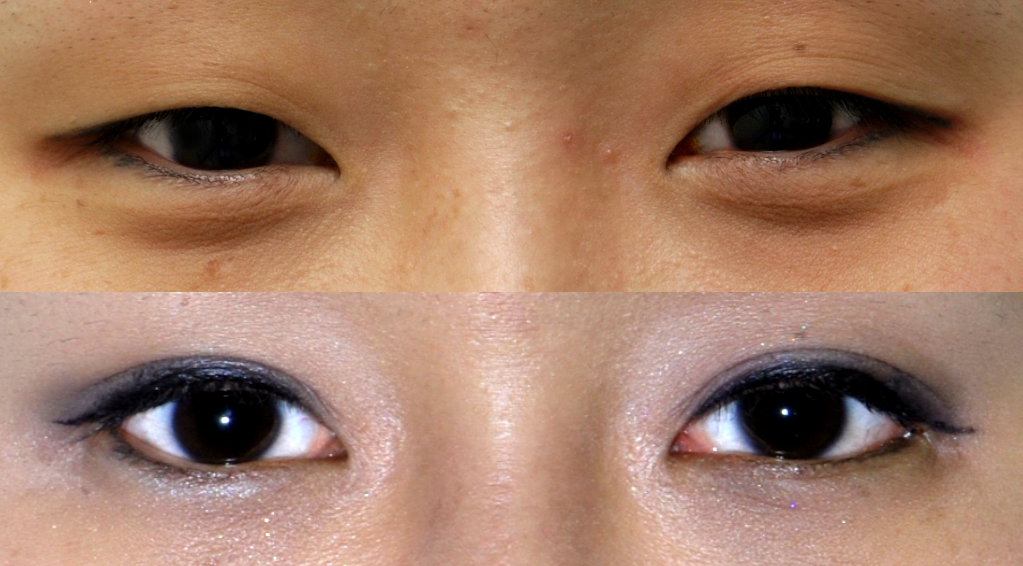
Een voor en na vergelijking van een dubbele ooglidcorrectie.

Blepharoplastie staat ook wel bekend als een "dubbele ooglidcorrectie". Bij deze ingreep wordt de huid rondom het oog vervormt en soms zelfs deels verwijdert zodat er een plooi ontstaat op het bovenste ooglid. Naast Zuid-Korea is blepharoplastie ook populair in andere Aziatische landen zoals bijvoorbeeld India en Taiwan.
Een dubbele ooglidcorrectie kan op verschillende manieren worden verricht. Het grootste verschil hierin is de manier waarop de operatieve incisie wordt gemaakt. Bij patiënten die overtollig vet en huid op het bovenste ooglid hebben wordt er een volledige incisie toegepast. Terwijl er bij patiënten die alleen overtollig vet op het ooglid hebben een gedeeltelijke incisie wordt gebruikt. Wanneer er bij een patiënt geen van beiden aanwezig is op het ooglid wordt er helemaal geen gebruik van een incisie gemaakt. Het kan tot 4 weken duren voordat het oog volledig herstel is. De ingreep wordt over het algemeen niet als pijnlijk beschouwd.

#### Jukbeenderen
Een jukbeenoperatie wordt vaak uitgevoerd om V-vormige kaaklijn te creëren. Daarnaast wordt de omvang van de wangen en de kaak verminderd. De ingreep staat ook wel bekend als Aziatische gezichtskeletcontouring. De populariteit van deze procedure onder jonge meiden is ontstaan doordat een V-vormige kaaklijn vaak als een aantrekkelijk aspect wordt gezien bij bekende K-popidolen zoals de populaire groepen Wonder girls of Girls' Generation. Een kaaklijnoperatie omvat het verwijderen van delen van het kaakbeen en de kaak, maar ook het verminderen van het vet in de wangen om het gezicht dunner te laten lijken.
Er bestaan verschillende varianten van de procedure. Voorbeelden hiervan zijn de V-lijn operatie, kaakcontouring of een zygoma-reductie. Bij een V-lijn operatie verkleint de chirurg de breedte en hoogte van de kaak door via de mond een deel van het bot van de patiënt af te schaven. Kaakcontouring is vergelijkbaar met een V-lijn operatie, maar bij deze ingreep wordt een deel van de bestaande kaaklijn afgeschuurd in plaats van een reconstructie van de kaaklijn. Dit wordt gedaan om deze een meer vrouwelijke uitstraling te geven. Tot slot bestaat er nog de zygoma-reductie. Hierbij wordt tijdens de ingreep de jukboog gebroken en een deel van het bot wordt afgeschuurd om de uitstekende positie te verminderen.

#### Rhinoplastiek

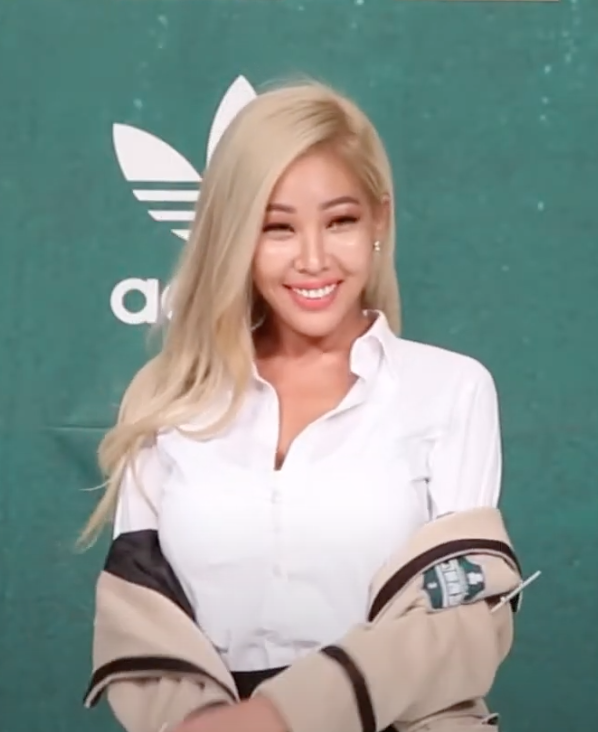
Jessi is een Koreaanse artiest die heel open is over de cosmetische chirurgie die ze heeft ondergaan.

Bij deze ingreep wordt er een incisie in de columella gemaakt, waardoor het gemakkelijker wordt om de neus te herstructureren. Na de operatie duurt het enkele weken voordat dat patiënt volledig hersteld is. Rhinoplastiek wordt niet alleen voor cosmetische doeleinden uitgevoerd. Soms wordt de operatie ook toegepast om ademhaling van een patiënt gemakkelijker te maken. Een aantal voorbeelden van Koreaanse beroemdheden die deze procedure zijn ondergaan zijn Kim Hee-chul, Jessi en Soyou.
De procedure kan op twee verschillende manieren worden uitgevoerd. De populairste methode is een open ingreep, omdat de chirurg hierbij meer zicht en controle heeft. Bij een open ingreep geneest de columella meestal zonder problemen en blijft er maar een klein litteken achter. De minder populaire methode van rhinoplastiek is een gesloten ingreep. Hierbij worden alle incisies aan de binnenkant van de neus gemaakt.
Rhinoplastiek is de op een na minst voorkomende ingreep onder etnische Koreanen in Zuid-Korea. Daartegenover is de ingreep onder Europese en Midden-Oosterse vrouw de meest voorkomende operatie, omdat ze vaak hun neus willen verkleinen.

#### Gezichtsbleken
Een van de Koreaanse schoonheidsnormen is het hebben van een bleke huid. Om deze reden worden huidverblekende injecties steeds populairder. Tijdens deze procedure worden er injecties met de actieve stof glutathion gebruikt. Het duurt in totaal 20 minuten om de procedure te volbrengen. Enkele negatieve bijeffecten die kunnen ontstaan na de behandeling zijn een uitslag op het lichaam, een lage bloeddruk en problemen met het spijsverteringssysteem, zoals misselijkheid of braken. Daarnaast bevatten veel huidverzorgingsproducten in Azië chemische stoffen zoals kwik. Deze stoffen zouden een huidverblekende werking hebben, maar staan ook bekend om hun schadelijke gezondheidseffecten.

#### Medisch toerisme
De definitie van medisch toerisme is het bezoeken van een plaats buiten de eigen woonomgeving met het doel om een medische behandeling te ondergaan. Doordat de populariteit van K-drama en K-pop steeds verder toeneemt over de gehele wereld, kiezen veel mensen ervoor om plastische chirurgie in Korea te ondergaan. "De plastische chirurgie in Zuid-Korea wint aan populariteit dankzij het snelle, betaalbare, efficiënte, veilige en hoogwaardige gezondheidszorgsysteem van het land". In 2019 reisden een totaal van 211.218 toeristen naar Zuid-Korea om een vorm van plastische chirurgie te ondergaan.

## Controversie

### Spookbehandelingen
Bij een "spookschirurgie"  wordt de behandeling niet door de arts die officieel ingehuurd is en op papier staat uitgevoerd. In plaats daarvan vervangt een zogenoemde "spookarts" de originele chirurg terwijl de patiënt onder narcose is.
Spookbehandelingen komen veel voor in de Zuid-Koreaanse cosmetische chirurgie-industrie. Spookartsen hebben vaak zijn onbevoegd om de operaties uit te voeren waarvoor ze zijn ingehuurd omdat ze geen licentie hebben. Voorbeelden van de zogenoemde spookartsen zijn verpleegkundige, tandartsen of sales personen. Uit informatie van een voormalige spookarts blijkt dat de meeste vervangers tandartsen zijn. De Koreaanse Vereniging voor Plastische Chirurgen schat dat er in Zuid-Korea tussen de jaren 2008 en 2014 ongeveer 100.000 patiënten slachtoffer zijn geworden van spookschirurgie. Daarbovenop zijn er tussen de jaren 2014 en 2022 vijf patiënten overleden bij spookbehandelingen.
Spookschirurgie is illegaal volgens de Zuid-Koreaanse wet. Echter worden er weinig vervolgingen ingesteld, omdat er vaak geen bewijs is dat er een spookchirurgie heeft plaatsgevonden. De groeiende kritiek vanuit de bevolking heeft geleid tot het verplicht stellen van beveiligingscamera's in operatiekamers in het land.

### Het schoonheidsideaal
De Koreaanse schoonheidsidealen worden vaak onder kritiek genomen, omdat ze onrealistisch zijn. Zo worden er vaak van vrouwen verwacht om zo dun te zijn tot op het punt waarop hun gewicht schadelijk is voor hun gezondheid. Als reactie op de Zuid-Koreaanse schoonheidsidealen is de "escape the corset" beweging opgezet. Deze beweging gaat rechtstreeks tegen de bestaande schoonheidsnormen en promotie van schoonheidsproducten en cosmetische chirurgie in. Het doel van de beweging is om  de strenge normen waaraan vrouwen aan zouden moeten voldoen te reduceren en een positief lichaamsbeeld te creëren in het land.
Uit een onderzoek van Patrick M. Markeya en Charlotte N. Markeya blijkt dat er een verband zou liggen tussen het kijken van reality-tv en de interesse van mensen in cosmetische chirurgie.
Duckhee Chae, Hyunlye Kim en Young A. Kim voerde een ander onderzoek uit over "Factoren die de acceptatie van cosmetische chirurgie onder studenten beïnvloeden". Dit onderzoek toont aan dat opkomst van strengere schoonheidsnormen door de invloed van het internet, acteurs, K-popsterren en televisie een negatief effect uitoefent op de geestelijke gezondheid van mensen. Voorbeelden hiervan zijn een verhoogd angst niveau of een verlaagd zelfbeeld. De sociaal-culturele boodschap die wordt overgebracht door leeftijdsgenoten laat zien dat de hoge schoonheidsidealen nu de norm zijn geworden.
Een onderzoek van de Universiteit van Miami laat zien dat de druk om er "perfect" uit te zien voorkomt wanneer men zichzelf als minder aantrekkelijk beschouwt en hierdoor gevoelens van minderwaardigheid ontwikkeld.
Let Me In was een controversiële Koreaanse televisieshow die zich focuste op make-overs van kandidaten inclusief plastische chirurgie. In het programma moesten de kandidaten een panel ervan overtuigen van het feit dat hun uiterlijk hun leven moeilijk zou maken. Soms was het zelfs zo dat de ouders van de deelnemers hun excuses moesten aanbieden voor hun uiterlijk van hun kinderen. Na de voltooiing van make-overs werden de deelnemers weer aan de kijkers gepresenteerd. Nadat er veel kritiek vanuit het publiek  op de show werd gegeven werd Let me in in 2015 gecanceld. De show werd er van beschuldigd plastische chirurgie aantrekkelijker te maken voor de kijkers.

### Werk gerelateerde chirurgie
Werk gerelateerde chirurgie is een veel voorkomend verschijnsel in Zuid-Korea. Door de flinke concurrentie op de Koreaanse arbeidsmarkt wordt het uiterlijk gezien als een groot onderdeel bij de selectie van personeel. Door dit beeld voelen veel mensen een druk om cosmetische behandelingen te ondergaan en zo een voorsprong op hun concurrenten te hebben. Bij de zoektocht naar een baan ondervinden veel mensen discriminatie op basis van het uiterlijk. Dit zorgt ervoor dat esthetische chirurgie nog meer genormaliseerd wordt om de gewenste baan te krijgen. Statistisch gezien hebben mensen die aan het schoonheidsideaal voldoen een grotere kans om voor een baan aangenomen te worden dan de mensen die niet binnen de schoonheidsnormen vallen. Dit feit is welbekend onder de Koreaanse bevolking en kan bij een zoektocht naar werk een negatieve invloed hebben op de geestelijke gezondheid van kandidaten die aan de vereiste kwalificaties van de baan, maar niet aan de schoonheidsnormen voldoen. Uit een enquête uit 2006 blijkt dat 92,2% van de Zuid-Koreaanse vrouwen verwacht gediscrimineerd te worden op basis van hun uiterlijk tijdens een sollicitatiegesprek.
In 2021 werd er een wetsvoorstel ingediend om actie te ondernemen tegen discriminatie op basis van het uiterlijk door bedrijven te verbieden om foto's te vragen op het cv van de sollicitanten. Uit een enquête in 2006 bleek dat 80% van de overheidsbedrijven persoonlijke informatie zoals foto's vereist.